# Condylostylus facetus
Condylostylus facetus är en tvåvingeart som beskrevs av Octave Parent 1933. Condylostylus facetus ingår i släktet Condylostylus och familjen styltflugor.
Artens utbredningsområde är Colombia. Inga underarter finns listade i Catalogue of Life.